# Jerguš
Jerguš je mužské křestní jméno. Vzniklo jako slovenská domácká podoba řeckého jména Gregor. Svátek na Slovensku má 3. srpna.

## Nositelé jména
- Jerguš Bača, slovenský hokejista a trenér
- Jerguš Ferko, slovenský publicista